# 大寺镇 (天津市)
大寺镇，是中华人民共和国天津市西青区下辖的一个乡镇级行政单位。

## 行政区划
大寺镇下辖以下地区：
泉集里社区、龙居花园社区、福特纳湾社区、博文苑社区、远洋万和城社区、洛卡小镇社区、金谊花园社区、龙顺园社区、金友花园社区、金瀚园社区、梅江康城社区、大寺村、王村、芦北口村、青凝候村、王庄子村、石庄子村、李庄子村、南口村、北口村、贾庄子村、大任庄村、周庄子村、倪黄庄村、张道口村和门道口村。